# Team Fortress
Team Fortress ist eine Modifikation des Ego-Shooters Quake aus dem Jahre 1996, deren Spielprinzip von mehreren Computerspielserien aufgegriffen und weiterentwickelt wurde.

## Beschreibung
Team Fortress ist ein klassenbasiertes Mannschaftsspiel für den Mehrspieler-Modus. Jeder Spieler muss eine von mehreren Spielerklassen auswählen, die sich jeweils in Bewaffnung, Laufgeschwindigkeit und Widerstandsfähigkeit sowie Spezialfähigkeiten unterscheiden. Der Grundgedanke dabei ist, dass die verschiedenen Vor- und Nachteile jeder Spielerklasse durch koordinierte Zusammenarbeit zum Vorteil des eigenen Teams genutzt werden.
Die von Team Fortress entwickelten neun Spielerklassen sind:
- Scout (schneller, leicht bewaffneter Aufklärer),
- Sniper (Scharfschütze),
- Soldier (gut bewaffneter Kämpfer),
- Demolition Man (Bombenleger),
- Medic (Sanitäter),
- Heavy Weapons Guy (Schwerer Infanterist),
- Pyro (Feuerwerker),
- Spy (Spion) und
- Engineer (Techniker).

Es stehen verschiedene Team-basierte Spielmodi zur Verfügung, der beliebteste ist eine eigene Variation von Capture the Flag.
Team Fortress hatte einen großen Einfluss auf spätere Multiplayer-Egoshooter, das Konzept der verschiedenen Spielerklassen findet sich beispielsweise in der Battlefield-Serie wieder. Für viele Spiele wurden eigene Modifikationen nach den Grundregeln von TF entwickelt, darunter die offiziellen Nachfolger Team Fortress Classic für Half-Life (siehe unten) und Team Fortress 2, Weapons Factory für Quake II, Quake 3 Fortress für Quake III Arena, Unreal Fortress für die Unreal-Tournament-Serie, ETF für Wolfenstein: Enemy Territory und Fortress Forever für Half-Life 2.

## Nachfolger

### Team Fortress Classic
Team Fortress Classic, kurz TFC, auch bekannt als Team Fortress 1.5, wurde im Auftrag des Spieleherstellers Valve vom Entwicklerteam der originalen Quake-Modifikation als Multiplayer-Mod für das Computerspiel Half-Life entwickelt und im April 1999 veröffentlicht. Die Spielmodi in TFC sind teamorientiert, wobei das Hauptaugenmerk – wie auch beim Vorgänger – auf dem Spielmodus Capture the Flag (CTF) liegt.
In Deutschland kam es geschnitten auf den Markt, wobei nur ein Robotermodell für alle Spielerklassen verwendet wurde.

### Team Fortress 2
Team Fortress 2 sollte Ende der 1990er Jahre ursprünglich als eigenständiges Spiel vom Entwicklerteam der Quake-Mod entwickelt werden, diese stellten dann zunächst Team Fortress Classic als Modifikation zu Half-Life fertig. 1998 kündigte Valve als Weiterentwicklung den Titel Team Fortress 2: Brotherhood of Arms an. Bereits kurz darauf waren einige Screenshots, Techdemos und Präsentationen im Umlauf und Valve gab als Erscheinungstermin „bald“ an. Doch verlängerte sich die Entwicklung noch mehrere Jahre, die Zwischenzeit füllte Team Fortress Classic, das als Direktportierung des originalen Team Fortress einen Teil der damals für TF2 geplanten Technik demonstrierte.
Im Juli 2006 wurde schließlich von Valve auf einer Pressekonferenz verkündet, dass Team Fortress 2 zusammen mit Portal und Half-Life 2: Episode Two ausgeliefert werden würde. Die Veröffentlichung erfolgte im Oktober 2007, mittlerweile kann Team Fortress 2 kostenlos erworben werden. Das Design des Spieles hat sich in Bezug auf das Szenario geändert, statt realistischer Grafik wurde nun ein comicartiger Stil umgesetzt, der sich an den Stil von Grafikern der 1950er-Jahre wie beispielsweise Joseph Christian Leyendecker anlehnt. Spieltechnisch lehnt der Titel sich eng an die Vorgänger an, vor allem in Bezug auf die einzelnen Spielerklassen.

## Varianten und Ableger
Enemy Territory Fortress ist eine Portierung von Quake 3 Fortress auf die kostenfreie Enemy-Territory-Engine durch die nach Ausgründung von Splash Damage im Q3F-Team verbliebenen Mitglieder, verstärkt um einige Neuzugänge. Models, Sounds und sämtliche Maps stammen direkt aus Q3F, während am Code signifikante Änderungen vorgenommen wurden. Während die Physik nun eine größere Nähe zum originalen QuakeWorld Team Fortress aufweist, wurde die Spielbalance im Sinne einer gleichmäßigeren Verwendung der unterschiedlichen Klassen modifiziert. Die Grundidee der Portierung bestand darin, alle Team Fortress-Communitys in einem Spiel, welches für alle frei erhältlich ist, zu vereinen. Die Weiterentwicklung wurde am 19. Februar 2006 mit Version 1.6 eingestellt, da das Programm als fertig und ausgereift gilt.
Fortress Forever ist eine Modifikation für die Source Engine, die sich an Team Fortress 1.5 orientiert. Das Spielkonzept wurde größtenteils übernommen.
Besitzer der Source Engine (z. B. enthalten in HL Source, HL 2, Counter Strike Source) können Team Fortress auch unabhängig vom Spiel Half-Life spielen.
Die erste spielbare Version von Fortress Forever erschien am 13. September 2007.